# Душан Стојановић
Душан Дуца Стојановић (Београд, 29. октобар 1927 — Београд, 30. јун 1994) био је југословенски и српски теоретичар филма, есејиста, уредник и универзитетски професор.  
Стојановић је био најзначајнији југословенски теоретичар филма и редовни професор Факултета драмских уметности у Београду. Био је један од уредника часописа Филм данас, главни уредник теоријског часописа Филмске свеске и едиције Уметност екрана; стручни сарадник Југословенске кинотеке, сарадник Института за филм и уметнички саветник Авала-филма у Београду. 

## Рад и дело

##### Краће биографске цртице
Завршио је Правни факултет у Београду 1956. године. Знање неколико страних језика, а нарочито добро познавање француског, стекао је у породици и касније током школовања. Са друге стране, прожимала га је љубав према покретним сликама и филму од најранијег детињства, тако да је још као дечак добио мали кућни кино-пројектор формата 35 милиметара помоћу којег је од најранијег детињства, на најзабавнији начин учио о филму улазивши све дубље у његов свет.
Већ као студент и члан Кино-клуба Београд, почетком педесетих година почиње да објављује своје прве текстове у разним филмским часописима. Ови краћи или дужи есеји, били су засновани на познавању светске кинематографије. Писани су бритким и јасним стилом, анализирајући, притом, проблеме пред којима се налазила наша недовољно писмена домаћа кинематографија. Преданост Душана Стојановића стваралачкој радозналости, протканој истраживачким  духом и непрестаним преиспитивањем сопствених закључака, довела га је до нове платформе животног развоја, до саме суштине феномена филм – до Теорије филма. То је област коју је он својим познавањем и презентовањем у прегалаштву осветлио и зачео као научну дисциплину и "тако је она по први пут академски институционализована"  на просторима бивше Социјалистичке Федеративне Републике Југославије. Својим радом, постао је "духовни pater familias, не само Теорије, већ и савремених свеобухватних Студија филма, па и Студија културе у ширем значењу, а надасве," стекао је и улогу духовног оца генерација мислилаца о филму уопште.
Радну каријеру је започео 1953. године као сарадник Југословенске кинотеке, а педагошким радом је почео да се бави 1965. године на Академији за позориште, филм, радио и телевизију у својству професора теорије и естетике филма. Пред камерама се појављивао и као глумац у филму Двоје - Александра Саше Петровића, у једној епизоди серије Позориште у кући Дејана Ћорковића и у разним студентским пројектима.

##### Научни приступ и пракса
Научни погледи Душана Стојановића су се с почетка (60-их година 20. века) заснивали на онтолошком приступу филму под утицајем Андре Базена, и кретали су се између схватања по којем над онтолошким нивоом стоји једна структуралистичка надградња (Филмски медиј – тезе о савременом упознавању филмског медија, Љубљана 1966) и тезе о према њој инхерентном естетском трансцендализму (Велика авантура филма, Београд 1969) која је била веома оригинална са обзиром на приступ историји филма.
Почетком 70-их година, оријентише се ка тумачењу филма као језика који се надвладава у процесу организовања ритмичке форме и говори да постоји двострука артикулација – како у денотацији, тако и у  конотацији. Ту је и знак као дискретна јединица где је означено заправо само илузионистички корелат опажаја чулне стварности. Ова и друга семиотичка истраживања основа су његове докторске тезе (Филм као превазилажење језика, студија о семиолошком и уметничком карактеру филмског медијума, Београд, 1973) која је одбрањена 1974. године. На овом приступу се заснивају и његови каснији радови, а дисертација је штампана као књига под називом Филм као превазилажење језика још 1975. и 1984. године. 
80-их година се окреће истраживању монтажног - пре свега наратолошког простора у филму. Посебан нагласак ту ставља на проучавање пертинентних својстава филмских знакова (Монтажни простор у филму, Београд, 1978, 1987, 1989).
У књизи: Филм, теоријски огледи (Сарајево, 1985) продубљује своја претходна истраживања из подручја онтологије медија, семиотичка истраживања и веома оригинално разјашњава тематику филмског простора.
Његове друге значајне књиге  у којима се бави, како теоријом, тако и историјом филма јесу: Југословенска теорија филма (Београд 1981), Систематизација теорије филма у свету и у нас (Загреб 1974) и Теорија филма (Београд 1978), а његово дугогодишње бављење разним теоријама филма других теоретичара, крунисано је Лексиконом филмских теоретичара (Београд 1991). Друго, допуњено – постхумно издање овог лексикона у коауторству са професорком Невеном Даковић, објављено је на ЦД рому 2005. године. 

##### Филмске свеске
Душан Стојановић је као главни уредник 1968. године покренуо часопис за теорију и историју филма Филмске свеске. Прва два годишта часописа – двадесет бројева из 1968. и 1969. године верна су узору – француском часопису Cahiers du Cinéma, на чији се концепт и идеју с почетка ослањао доносећи критике филмова светске продукције, јасне, прегледне чланке о националним кинематографијама, интервјуе са разним редитељима и, знатно ређе, теоријска или филмолошка промишљања. Годинама затим, трагајући за најбољим профилом и форматом, часопис је трансформисан, да би 1974. године успоставио ритам од четири броја годишње. Сваки број био је подељен на тематске подсегменте који се протежу кроз више годишта, а ту су се налазили и преведени чланци феноменолога, визуалиста, семиолога и структуралиста итд.
Након осамнаест година излажења, а у првим данима предратне кризе, 1986. године, Филмске свеске  су престале да излазе. Поједина тематска издања и посложени чланци у оквиру новопокренуте библиотеке Филмске свеске током деведесетих година 20. века спорадично су излазили, да би напослетку и овај пројекат био угашен. Четири броја нове серије (1999‒2004), остварена су уз несебичну моралну и материјалну подршку филмског ствараоца и мислиоца, др Владе Петрића. После тога су уследили различити покушаји дигитализације, који су коначно успешно завршени 2017. године. Дигитализовано је комплетно издање овог часописа (1968—1986) и оно данас представља ризницу кључних есеја и извода из дела тада тек наговештених студија филма.
Оригиналне Филмске свеске излазиле су као издање Института за филм, који је данас прерастао у мултифункционални Филмски центар Србије. Дигитализовани онлајн репозиторијум је пројекат Факултета драмских уметности.

##### Легат Душана Стојановића
Легат професора Душана Стојановића налази се у Југословенској кинотеци.

##### Студенти о професору
Његова жива реч, пуна набоја искрене љубави према седмој уметности, пленила је студенте. Он је на својим предавањима откривао генерацијама филмофила нове светове у области за коју су мислили да је познају. Његов циљ није био да прича о филму, већ да натера слушаоце да размишљају о филму. Одјек његових речи би свако носио у себи, и после завршеног часа понео би га у свој будући професионални живот, преточио у своје стваралаштво. Зато можемо рећи да је животно дело Душана Стојановића немерљива вредност која је уграђена у сва остварења савремене југословенске и српске кинематографије, упијена на предавањима, упијена кроз књиге.